# پریوزرنویه (استان آمور)
پریوزرنویه (به لاتین: Priozernoye) یک منطقهٔ مسکونی در روسیه است که در استان آمور واقع شده‌است.